# Italiens MotoGP 2005
Italiens MotoGP 2005 kördes den 5 juni på Autodromo Internazionale del Mugello.

## MotoGP

### Slutresultat
| Plats | Förare            | Märke     | Grid | Kvaltid  |
| ----- | ----------------- | --------- | ---- | -------- |
| 1     | Valentino Rossi   | Yamaha    | 1    | 1.49,223 |
| 2     | Max Biaggi        | Honda     | 3    | 1.49,458 |
| 3     | Loris Capirossi   | Ducati    | 6    | 1.49,633 |
| 4     | Marco Melandri    | Honda     | 7    | 1.49,805 |
| 5     | Carlos Checa      | Ducati    | 8    | 1.49,811 |
| 6     | Nicky Hayden      | Honda     | 4    | 1.49,456 |
| 7     | Alex Barros       | Honda     | 13   | 1.50,281 |
| 8     | Makoto Tamada     | Honda     | 10   | 1.49,951 |
| 9     | Colin Edwards     | Yamaha    | 12   | 1.50,176 |
| 10    | Shinya Nakano     | Kawasaki  | 9    | 1.49,856 |
| 11    | John Hopkins      | Suzuki    | 5    | 1.49,556 |
| 12    | Alex Hofmann      | Kawasaki  | 14   | 1.51,056 |
| 13    | Troy Bayliss      | Honda     | 17   | 1.51,764 |
| 14    | Rubén Xaus        | Yamaha    | 15   | 1.51,585 |
| 15    | Kenny Roberts Jr. | Suzuki    | 11   | 1.50,052 |
| 16    | Shane Byrne       | Proton KR | 18   | 1.52,117 |
| 17    | Roberto Rolfo     | Ducati    | 19   | 1.53,010 |
| 18    | Franco Battaini   | Blata     | 21   | 1.54,820 |
| 19    | David Checa       | Yamaha    | 16   | 1.51,610 |
| 20    | Sete Gibernau     | Honda     | 2    | 1.49,361 |
| 21    | James Ellison     | Blata     | 20   | 1.54,177 |